# Petelia distracta
Petelia distracta là một loài bướm đêm trong họ Geometridae.